# Annales Gandenses
Annales Gandenses (Latijn voor Gentse Annalen) is een 14e-eeuwse kroniek over het graafschap Vlaanderen die in twee manuscripten is overgeleverd. De titel is in de 19e eeuw gegeven door Frantz Funck-Brentano.

## Analyse
Anders dan de ingeburgerde titel doet vermoeden, is het geen stadsgeschiedenis maar een historiek van de Frans-Vlaamse oorlog in de periode 1297-1310: van de leenverbreking van Gwijde van Dampierre over de Brugse Metten en de Guldensporenslag tot de laatste wapenfeiten tussen de graven Robrecht III van Vlaanderen en Willem van Henegouwen-Holland. Ze zijn geschreven in de jaren 1308-1310 door een anonieme minderbroeder uit het franciscanenklooster van Gent (waar later het gerechtsgebouw kwam). Zijn anti-Franse verslag is dat van een goed ingelichte clericus die partij kiest voor het volk, tegen het stedelijke patriciaat en de adel. Hij was zelf betrokken bij de gebeurtenissen en moet de Guldensporenslag aan Vlaamse zijde gevolgd hebben. Het is een waardevolle bron omdat hij chronologisch en geografisch dicht bij de feiten stond, die hij met nauwkeurigheid optekent (al geeft hij voor de Guldensporenslag ongeloofwaardige aantallen, bv. 100 Vlaamse doden tegenover 20.000 Franse).
Ook voor de Armenkruistocht van 1309 is de Gentse Annalist een hoofdbron.
De historicus Jacob de Meyere maakte in de 16e eeuw oordeelkundig gebruik van de Annales Gandenses, soms hele passages overnemend.

## Edities
- José Vanbossele en Niklaas Maddens, De Annales Gandenses. Een eigentijdse kroniek van de Vlaamse vrijheidsstrijd (1297-1310), 2008. OCLC 901804957
- Hilda Johnstone, Annals of Ghent, London, 1951
- Frantz Funck-Brentano, Annales Gandenses. Nouvelle edition, Parijs, 1896
- Johann Martin Lappenberg, Monumenta Germaniae Historica. Scriptorum, vol. 16, 1859, p. 555-597
- Carl Friedrich August Hartmann, Exemplum codicis scripti a fratre quodam anonymo, qui in Bibliotheca civitatis Hamburgensis publica asservatur. Index scholarum publice privatimque in Hamburgensium gymnasio academico a Pascha 1823 usque ad Pascham a. 1824, 1823

## Voetnoten
1. ↑  Marc Boone, "Het 'charter van Senlis' (november 1301) voor de stad Gent. Een stedelijke constitutie in het spanningsveld tussen vorst en stad" in: Handelingen der Maatschappij voor Geschiedenis en Oudheidkunde te Gent, 2003, p. 3. DOI:10.21825/hmgog.v57i0.384
2. ↑  Dat hij toen in Kortrijk was, blijkt uit de tekst zelf: Et ego vidi pontem quemdam factum super naves quinque...